# Ћирћенес
Ћирћенес (норв. Kirkenes) је насељено место у Норвешкој у округу Finnmark. Има статус града од 1998.